# Sirski funt
Sirski funt (arabsko الليرة السورية al-līra as-sūriyya), med Sirci poimenovan tudi sirska lira, je uradna denarna enota Sirije. Njegova oznaka po ISO 4217 je SYP, šifra je 760, zneski so pogosto označeni tudi s S£. Teoretično se deli na 100 piastrov, vendar teh kovancev ni v obtoku.
V obtoku so kovanci za 1, 2, 5, 10 in 25 funtov ter bankovci za 50, 100, 200, 500 in 1000 funtov.
Za valuto ter izdajanje kovancev in bankovcev skrbi Centralna banka Sirije.
Za en ameriški dolar je bilo treba v začetku leta 2004 treba odšteti 49,24 funta, en evro je bil konec istega leta vreden 64,7 funta, medtem ko je en sirski funt bil marca 2005 vreden 3,47 SIT.